# Aéroport de Newport State
L’aéroport d'état de Newport (Newport State Airport) (code IATA : NPT • code OACI : KUUU) est un aéroport public desservant la ville de Newport, Rhode Island, États-Unis. Il est situé dans la ville de Middletown, à 3,7 km au Nord-Est du Central business district de Newport. Cet aéroport n'est desservi régulièrement par aucune compagnie aérienne mais l'a été par Air New England.
Bien que la plupart des aéroports des États-Unis utilisent le même trigramme d'identification pour la FAA et la IATA, l'aéroport de Newport utilise UU pour la FAA et NPT pour la IATA (UU est utilisé par l'aéroport de  Manumu, Papouasie-Nouvelle-Guinée),.
C'est un des six aéroports géré par la Rhode Island Airport Corporation, les cinq autres sont l'aéroport de Providence, North Central State Airport, Westerly State Airport, Quonset State Airport et Block Island State Airport.

## Histoire
Le site sert au début de XXe siècle comme piste de course hippique pour l’Aquidneck Park. De riches vacanciers comme William K Vandebilt, John Jacob Astor ou I Townsend Burden utilisent le lieu pour organiser diverses courses automobiles.
Le terrain est acquis en juillet 1960 par l'état et la construction des pistes et des voies de circulation est achevée en septembre 1967. Un piste est opérationnelle au moins dès juillet 1964 date à laquelle le National Transportation Safety Board note le premier incident à l'aéropot de newport, un atterrissage train d'atterrissage rentré. Le premier accident mortel a lieur le 23 avril 1969 lors de la collision entre deux avions.

## Équipements
L'aéroport de Newport couvre une superficie de 89 hectares à une altitude de 52 mètres. Il dispose de deux pistes asphaltées, la 4/22 (914 x 23 m) et la 16/34 (799 x 23 m).

## Liaisons
Durant une période d'un an à partir du 30 juin 2008, l'aéroport a vu passer 25 853 opération aéronautiques, une moyenne de 70 par jour : 99 % d'aviation générale, 1 % d'avion taxis et moins d'1 % d'avions militaires. Pendant cette période, 43 avions sont basés à l'aéroport : 88 % de mono-moteurs, 9 % de multi-moteurs et 2 % d'hélicoptères.